# Карпеева Айгуль
Карпеева Айгуль.
Дата рождения не известна.
Родом из Удмуртии , переехала в г. Саратов скрываясь от цыганского табора. Украв килограм арбузов на рынке перебежала границу и скрылась за лесом. Сейчас проживает на неизвестном адресе. Сделав пластическую операцию всего тела и изменив пол на мужской и имя на Кирилл* живет спокойной жизнью. Характер скверный. Не женат